# ますむらひろし
ますむら ひろし（本名、増村 博、1952年（昭和27年）10月23日 - ）は、日本の男性漫画家。山形県米沢市出身。山形県立米沢興譲館高等学校卒後、東京デザイナー学院二部商業デザイン科卒業。

## 略歴
横尾忠則、伊坂芳太良に憧れてイラストレーターを志し、1971年に上京しデザイン学校に通った。
1973年に21歳でに本名の「増村博」名義で賞金目当てに応募した『霧にむせぶ夜』が第5回手塚賞に準入選。
その後『ガロ』誌に作品を発表。1975年からしばらく青林堂に入社して働いていたこともある。『マンガ少年』誌で「ますむらひろしのファンタジーゾーン」（単行本『アタゴオル物語』収録作品およびSF作品の短編）シリーズを発表。
1997年、第26回日本漫画家協会賞大賞受賞（『アタゴオル玉手箱』）。 一連の宮沢賢治作品の漫画化などの業績により、2001年に第11回イーハトーブ賞受賞。
60歳で漫画家を引退する予定だったが、そんな時期に『赤旗』日曜版から宮沢賢治作品の漫画連載の依頼があり、2014年から同紙で宮沢賢治の短編童話を連載。作品は『やまなし』『虔十公園林』『オツベルと象』『ひかりの素足』。同作品は2015年にミキハウスから単行本化され、『アタゴオルは猫の森』完結から3年半ぶりの単行本の刊行となった。この単行本発売にあたっての『しんぶん赤旗』日曜版のインタビュー（2015年8月2日号）で、『銀河鉄道の夜』と『グスコーブドリの伝記』の漫画化に再び挑戦すると表明している。銀河鉄道の夜（第4次稿）300枚を、一年間掲載予定。漫画家としての活動は減ったが、株式会社風呂猫によるグッズ製作やイラストの寄稿など作家としての活動は幅広い。美術館での展覧会も、二千年代から始まり、八王子市夢美術館、岩手県立美術館、山形美術館、墨田北斎美術館など。北斎や宮沢賢治の世界に対する猫化による表現は、現代の国芳的でもある。

### 人物
元喫煙者である。妻は1977年に結婚した元少女漫画家の中村昭子で、彩色はすべて彼女がおこなっている。

## 作風
デビュー当初から作風や表現方法は変化し続けているが、どの時代も一貫して言えるのは童話的、あるいは教訓的な作風である。ますむらの代表作「アタゴオルシリーズ」では一貫して猫と人間が共存する世界を描いており、現実の猫とは異なり人間のように直立し、近代的な文明と独自の文化を持つ存在として描かれている。
プロデビューのきっかけとなった作品『霧にむせぶ夜』に代表されるように、最初期には猫は破壊者・殺戮者である人間の殲滅を企む復讐者として、あるいは人類が滅んだ世界で、その愚かさを嘲う批判者として描かれていた。これについてますむらは、デビュー前にテレビの報道番組で水俣病の研究のために水銀入りの魚を与えられて発病し、激痛に苦しむ猫の映像を見て、その姿が悲鳴を上げる自然そのものに感じられ限りない怒りを覚えたため、と語っている。しかし次第に作風は広がりを見せるようになり、「アタゴオルシリーズ」や『コスモス楽園記』にみられるように、現代文明に対する風刺や批判を取り入れつつも、物語の主軸は個性的でファンタジックな世界観と、そこで展開される物語へ変わっていった。
美術全般に関してはアントニ・ガウディの影響が強く、異国情緒的な風景描写を好んで描くことから、スペイン文化の影響が強い。そのほか、作品のサブタイトルにビートルズの楽曲名のパロディがみられ、また作品内でも登場キャラクターが歌詞を口ずさんでいたり（歌詞はひらがなで表現され、日本人が曲を聞き取ってそのまま発声した体になっている）、時にはオチに使われたりと、ビートルズの影響が随所に表れている。サン・コミックス版の作者紹介などにあるとおり、ますむらは熱心なビートルズファンでコピーバンドにも参加していた。

## 代表作
代表作は『アタゴオル物語』、『宮沢賢治童話集』など。
ヨネザアド大陸のアタゴオルという架空の土地を舞台にした物語は、『ヨネザアド物語』（1975年）で舞台や人物を確立したのち、1976年発表の『影切り森の銀ハープ』に始まるファンタジー作品として人気を博した。この、等身大の猫と人間が不思議な自然の中に生きる、行いこそ悪いが愛すべき猫ヒデヨシとその友人達の物語は、その他のヨネザアドにまつわる作品も交えつつ、現在に至るまで発表され続けている。
一方、宮沢賢治作品の漫画化では、原作に忠実でありながら登場人物を猫の姿で表現するなどした。この作品群に関するますむら自身の考察は、『イーハトーブ乱入記』（1998年）に詳しい。また、この業績により2001年、宮沢賢治学会よりイーハトーブ賞が贈られている。さらに、このますむら版を原案とした1985年公開の劇場用アニメ『銀河鉄道の夜#映画』は、100万人を動員する作品となった。

### アタゴオルシリーズ
| 「アタゴオル」のキャラクターが描かれた、米沢市市民バス「ヨネザアド号」の車両 |  | 「アタゴオル」のキャラクターが描かれた、米沢市市民バス「ヨネザアド号」の車両 |
| 「アタゴオル」のキャラクターが描かれた、米沢市市民バス「ヨネザアド号」の車両 |  |                                                                              |

彼の作品群の中核をなすものは「アタゴオルシリーズ」と呼ばれる、架空の世界を描いた一連の物語である。その世界は、現実世界の数倍から数十倍にも及ぶようなスケールを持つ植物が茂り、りんごの家や猫の目を持つ時計など、ファンタジックかつシュールな光景が住民たちの生活風景として描かれる一方、花火・かき氷・魚釣り・酒盛り・お祭り・梅雨の雨宿り…といった日本の事物・情緒が取り込まれており、自由な空想と日本人の日常が入り混じった独創的なものである。
シリーズの主な舞台となる「ヨネザアド大陸」はますむらの故郷である米沢市がモチーフであり、「アタゴオル」の名は、現住地である千葉県野田市の愛宕と故郷米沢市の愛宕山からの連想により生まれたものである。これらのネーミングは、彼の創作活動に多大な影響を与えた宮沢賢治が、その故郷岩手を元に、自らの内なる理想郷として「イーハトーブ」を創出したことに倣ったものである。

なお、米沢市内ではアタゴオル・シリーズに登場する「ヒデヨシ」などの画像が車体横に描かれたバスの運行や、猫の目時計の実物が設置され、野田市では壁画が制作された。
2004年3月にデジタル・フロンティアが『アタゴオル物語』を3Dアニメ映画化すると発表、2006年10月に『アタゴオルは猫の森』のタイトルで公開された。

## 作品リスト
（括弧内初出年、掲載誌）

### ヨネザアド・アタゴオルの物語
- ヨネザアド物語（1975年、ガロ）
- アタゴオル物語（1976年 - 1981年、マンガ少年「ますむらひろしのファンタジーゾーン」I/IIの作品群および「SFマンガ競作大全集（東京三世社）を改題、1992年、マンガデュオ（朝日ソノラマ））ISBN 4257916354
- アタゴオル・ゴロナオ通信（1976年 - 1980年、宝島（宝島社）・猫の手帳（猫の手帳社）他）　イラストと文による物語
- ジャングル・ブギ（1981年 - 1982年、マンガデュオ（朝日ソノラマ））
- アタゴオル玉手箱（1984年 - 1994年、月刊MOE（MOE出版）・コミックFantasy（偕成社）他）ISBN 4030140408
- ジャリア（1991年 - 1993年、こども時刻表（河出書房））
  - 偕成社、2000年9月発売、ISBN 978-4030148208
- ふぁんきい・きゃっと（月刊PLAYBOY（集英社））
- アタゴオル（1994年 - 1996年、コミックバーガー（スコラ））
- ギルドマ（1997年 - 1999年、ネムキ（朝日ソノラマ））
- アタゴオルは猫の森（1999年 - 2011年、コミックフラッパー（メディアファクトリー））
- アタゴオルは猫の森 劇場版（2006、角川ヘラルド映画）

### その他の作品
- コスモス楽園記（1986年 - 1989年、コミック・バーガー）ISBN 4594019323
- 夢降るラビット・タウン（1989年? - 1999年?、（増進会出版社））
- カリン島見聞録（19??年 - 19??年、王様手帳?（アド・サークル））　イラストと文による物語
- ペンギン草紙（1988年、コミック・モエ（偕成社））　カリン島のシリーズ
- オーロラ放送局（1992年 - 1993年、LCミステリー（学習研究社））　カリン島のシリーズ
  - 上. 1993年5月初版、ISBN 978-4056000672
  - 下. 1993年5月初版、ISBN 978-4056000665
- 円棺惑星（1991年 - 1993年、眠れぬ夜の奇妙な話（朝日ソノラマ））
  - 朝日ソノラマ、1996年2月発売、ISBN 978-4257902683
- アンダルシア姫（1993年 - 1996年、LCミステリー）
  - 学研〈ピチコミックスEX〉
    1. 1994年12月初版、ISBN 978-4056007640
    2. 1996年2月初版、ISBN 978-4056012422
    3. 1996年4月初版、ISBN 978-4056012903
- 惑星ミマナ（1997年 - 2000年?）
  - ポプラ社〈POPLARコミックス〉
    1. 2002年6月初版、ISBN 978-4591072851
    2. 2002年8月初版、ISBN 978-4591073384
    3. 2002年10月初版、ISBN 978-4591073919

### 宮沢賢治漫画化作品
- 宮沢賢治童話集 ISBN 4-257-90115-2
- セロ弾きのゴーシュ（1983年、マンガデュオ）
- 銀河鉄道の夜（1983年、朝日ソノラマ）描き下ろし ISBN 4594016987
- 銀河鉄道の夜[初期形]ブルカニロ博士篇（1985年）
- 風の又三郎（1983年、朝日ソノラマ）描き下ろし ISBN 4257902604
- グスコーブドリの伝記（1983年、朝日ソノラマ）描き下ろし
- どんぐりと山猫 ISBN 4594017789
- 猫の事務所
- 十力の金剛石
- 雪渡り
- カイロ団長（1997年 - 1998年、コミックFantasy）
- 洞熊学校を卒業した三人（1998年、コミックFantasy）
- やまなし（2014年、「赤旗」日曜版）　描き下ろし　ISBN 978-4895888158
- 虔十公園林（2014年、「赤旗」日曜版）　描き下ろし　ISBN 978-4895888141
- オツベルと象（2014年、「赤旗」日曜版）　描き下ろし　ISBN 978-4895888141
- ひかりの素足（2014年、「赤旗」日曜版）　描き下ろし　ISBN 978-4895888158
- 銀河鉄道の夜　四次稿編（2020年（前編）、「赤旗」日曜版）　描き下ろし　ISBN 978-4904732816

### 漫画以外の作品
- イーハトーブ乱入記（1998年、ちくま新書（筑摩書房））描き下ろし
- 筋肉少女帯　『リルカの葬列』　カバーイラスト

## その他
- 「谷山浩子の幻想図書館 Vol.3 アタゴオルは猫の森」 芝居仕立てコンサートのDVDが発売。